# Puchar Wysp Owczych w piłce nożnej (1964)
W 1964 roku odbyła się 10. edycja Pucharu Wysp Owczych. Brały w nim wówczas udział jedynie drużyny z pierwszej klasy rozgrywek na archipelagu. Finał zakończył się wynikiem, dającym zwycięstwo drużynie HB Tórshavn nad B36 Tórshavn. Turniej miał dwie fazy:
- Runda wstępna
- Finał

## Uczestnicy
W Pucharze Wysp Owczych wzięły udział drużyny z najwyższego poziomu rozgrywek na archipelagu. Z udziału po raz szósty zrezygnował klub KÍ Klaksvík.
| Meistaradeildin 1964 3 drużyny             |
| - B36 Tórshavn - HB Tórshavn - TB Tvøroyri |

## Terminarz
| Runda         | Data pierwszego meczu | Data drugiego meczu |
| ------------- | --------------------- | ------------------- |
| Runda wstępna | 5 września 1964       | nie rozgrywa się    |
| Finał         | 6 września 1964       | 12 września 1964    |

## Przebieg rozgrywek

### Runda wstępna
| Drużyna 1       | Wynik | Drużyna 2   |
| --------------- | ----- | ----------- |
| 5 września 1964 |       |             |
| TB Tvøroyri     | 1:2   | HB Tórshavn |
| B36 Tórshavn    | •     | wolny los   |

| 5 września 1964 | TB Tvøroyri | 1:2 | HB Tórshavn |                                                         |
|                 |             |     |             | Sevmýri, Tvøroyri Sędzia: Kriss Guttesen (B36 Tórshavn) |

### Finał
Pierwszy mecz pucharu Wysp Owczych zakończył się wynikiem 3:3 po doliczonym czasie gry, dlatego, zgodnie z ówczesnymi zasadami, rozegrano mecz dogrywkowy tydzień później.
| Drużyna 1                            | Wynik dwumeczu | Drużyna 2   | Pierwszy mecz | Drugi mecz |
| ------------------------------------ | -------------- | ----------- | ------------- | ---------- |
| B36 Tórshavn                         | 6 – 7          | HB Tórshavn | 3:3           | 3:4        |
| Po lewej gospodarz pierwszego meczu. |                |             |               |            |

| 6 września 1964 | B36 Tórshavn · Robert McBirnie · Bjarni Johansen | 3:3 pd.(1:1, 2:2)Raport | HB Tórshavn | Sevmýri, Tvøroyri Sędzia: Sjúrður Magnussen (VB Vágur) |
|                 |                                                  |                         |             |                                                        |

|    |   |                     |
|    |   |                     |
| BR | ? | Oddmar Mellemgaard  |
| OB | ? | Olaf Johansen       |
| OB | ? | Magnus Fuglø        |
| OB | ? | Tórður Holm         |
| PO | ? | Hugin Samuelsen     |
| NA | ? | Herálvur Andreasen  |
| NA | ? | Baldvin Baldvinsson |
| ?? | ? | Finnbjørn Simonsen  |
| ?? | ? | Robert McBirnie     |
| ?? | ? | Dagbjartur Johansen |
| ?? | ? | Bjarni Johansen     |

|  |  |  |

| 12 września 1964 15:30 WEST | HB Tórshavn · Egga Jensen ?', 122' · Sverri Jacobsen · Poul Michelsen 85' | 4:3(1:3, 3:3)Raport | B36 Tórshavn · Magnus Fuglø · Herálvur Andreasen · 20' Bjarni Johansen | Gundadalur, Tórshavn Sędzia: Dia Olsen (B36 Tórshavn) |
|                             |                                                                           |                     |                                                                        |                                                       |

|    |   |                 |
|    |   |                 |
| BR | ? | Regin Árting    |
| OB | ? | Sverri Jacobsen |
| PO | ? | Egga Jensen     |
| NA | ? | Poul Michelsen  |

|    |   |                     |
|    |   |                     |
| BR | ? | Oddmar Mellemgaard  |
| OB | ? | Ímund Hansen        |
| OB | ? | Magnus Fuglø        |
| OB | ? | Tórður Holm         |
| OB | ? | Eifinn Nolsøe       |
| PO | ? | Hugin Samuelsen     |
| NA | ? | Herálvur Andreasen  |
| NA | ? | Baldvin Baldvinsson |
| ?? | ? | Finnbjørn Simonsen  |
| ?? | ? | Robert McBirnie     |
| ?? | ? | Bjarni Johansen     |

| Zdobywca Pucharu Wysp Owczych 1964 |
| ---------------------------------- |
| HB Tórshavn 6. tytuł               |